# Quilca (distrito)
O Distrito peruano de Quilca é um dos oito distritos que formam a Província de Camaná, situada no Departamento de Arequipa, pertencente a Região Arequipa, Peru.

## Transporte
O distrito de Quilca é servido pela seguinte rodovia:
- PE-1SD, que liga o distrito de Samuel Pastor à cidade de Tacna (Região de Tacna)[1][2][3]